# Deutsche Erd- und Steinwerke
Die Deutschen Erd- und Steinwerke GmbH (DEST) waren ein am 29. April 1938 gegründetes Unternehmen der SS, welches dem Reichsführer SS Heinrich Himmler unterstand. Die DEST stellte mit Zwangsarbeit von KZ-Häftlingen Baumaterial für beispielsweise Führerbauten her.

## Vorgeschichte
Etwa ab dem Jahr 1936 begann Adolf Hitler, großangelegte Führerbauten zu planen. Diese sollten nicht nur in der Hauptstadt Berlin, sondern auch in anderen Städten errichtet werden. Für Hamburg beispielsweise war der Bau einer großen Brücke sowie ein KdF-Hotel und ein 250 m hohes Gauhaus geplant. Hitlers Günstling Albert Speer war mit der Bauaufsicht dieser Regierungsprojekte beauftragt. Das Baumaterial sollte durch KZ-Häftlinge hergestellt werden. Die Produktion wurde in den Vierjahresplan einbezogen.
Frühe Konzentrationslager der Jahre 1933–1934 hatten der Inhaftierung politischer Feinde gedient. Nach der Konsolidierung der neuen Regierung sollten neue Lager einem zusätzlichen Zweck dienen. Die Mitwirkung von KZ-Häftlingen an den geplanten Führerbauten bedeutete für Himmler einen erneuten Machtzuwachs. Himmler, dem die KZ der SS unterstanden, ließ neue Konzentrationslager errichten, deren Lage sich jeweils an geeignetem Gelände orientierte.
Die Lage eines Konzentrationslagers in Thüringen, welches später den Namen Buchenwald erhalten sollte, wählte die Inspektion der Konzentrationslager (IKL) nicht zufällig. Die IKL, die Himmler unterstellt war, beauftragte am 24. April 1937 das Geologische Institut Jena, ein Gelände mit Ziegellehm ausfindig zu machen, da KZ-Häftlinge Ziegel herstellen sollten.

## Gründung
Ein Jahr später, am 29. April 1938, gründete die SS die Deutsche Erd- und Steinwerke GmbH. Oswald Pohl leitete die DEST und war mit der Produktion von Baumaterial beauftragt. Speer gewährte der DEST einen Kredit von 9,5 Millionen Reichsmark. Der Kredit sollte innerhalb von 10 Jahren durch Warenlieferung von Baumaterialien abbezahlt werden. In der Nähe Mauthausens und Flossenbürgs pachtete die DEST Steinbrüche, und die IKL ließ dort Konzentrationslager errichten. Bei Sachsenhausen, Buchenwald und Neuengamme wurden Ziegeleien errichtet.
Die DEST unterhielt Steinbrüche, Granitwerke, Ziegelwerke, Kieswerke und Baustoffwerke in unmittelbarer Nähe der KZ. So entstanden die Lager Flossenbürg (1938), Mauthausen (1938, Granit), Gusen (1938, Granit) und Auschwitz.
Das KZ Groß-Rosen, das 1940 in Schlesien errichtet wurde, lag neben einem Steinbruch mit hochwertigem Granit, an dem Speer besonderes Interesse hatte. Auch Natzweiler entstand 1940 in der Nähe eines Steinbruchs, da Speer jenen roten Granit nutzen wollte.

## Arbeitsbedingungen
Die Arbeitsbedingungen der Häftlinge, die zur Zwangsarbeit getrieben wurden, waren katastrophal und vom Prinzip der Vernichtung durch Arbeit geleitet. Ab 1943 ließ die SS in diesen Werken vorwiegend der Rüstungsproduktion zuarbeiten.

## Werkgruppe St. Georgen an der Gusen (Granitwerke Mauthausen)

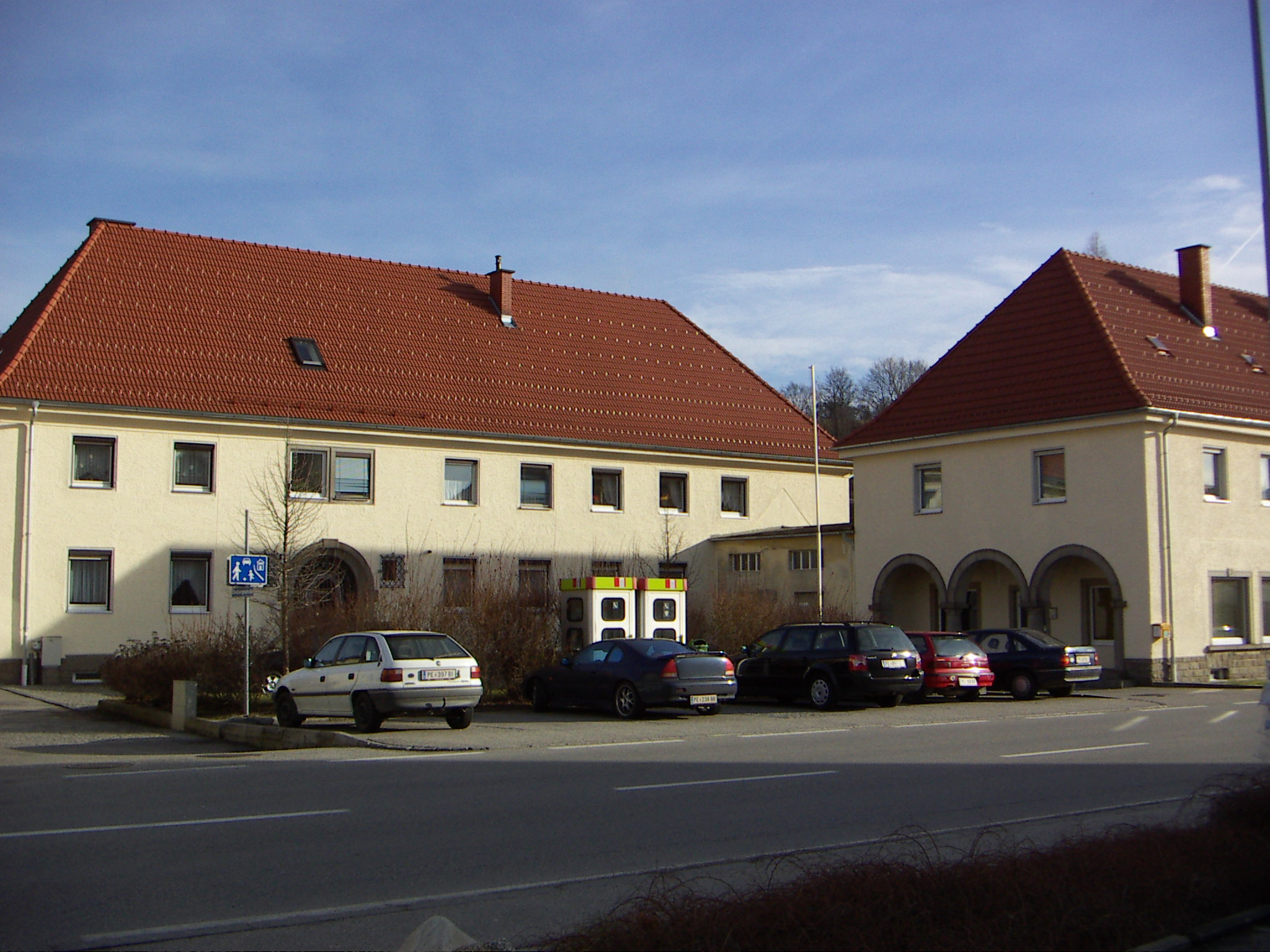
Verwaltungsgebäude der DEST-Werkgruppenleitung in St. Georgen/Gusen

Zu den bedeutendsten Werkgruppen der DEST gehörte die Werkgruppe St. Georgen an der Gusen (Granitwerke Mauthausen). Diese betrieb neben den Steinbrüchen im Umfeld der Konzentrationslager Gusen und Mauthausen gegen Kriegsende unter der Tarnbezeichnung B8 Bergkristall unter anderem im österreichischen St. Georgen an der Gusen auch das größte unterirdische Produktionswerk für Messerschmitt Me 262 Düsenjagdflugzeuge und betrieb in den Jahren 1943–1945 eine umfangreiche Zusammenarbeit mit der Steyr Daimler Puch.
Die Betriebe „Gusen“, „Kastenhof“ und „Wienergraben“ wurden nach Kriegsende mit der Verwaltungszentrale in St. Georgen an der Gusen als deutsches Eigentum von der Sowjetunion beschlagnahmt. Während der Betrieb „Wienergraben“ bald der KZ-Gedenkstätte Mauthausen zugeschlagen wurde, wurden die Steinbruchbetriebe in Gusen unter der Bezeichnung „Granitwerke Gusen“ durch die sowjetische USIA als sowjetstaatlicher Betrieb bis 1955 weiterbetrieben. Einzelne Objekte und Liegenschaften, die nicht von den Sowjets beansprucht wurden, wurden bereits ab 1948 durch österreichische Gerichte „rückgestellt“. Ab 1955 trat die Republik Österreich schließlich voll in das verbliebene ehemalige deutsche Eigentum der DEST-Werkgruppe St. Georgen an der Gusen ein. Die von der Republik Österreich eingesetzte „Öffentliche Verwaltung der Deutschen Erd- und Steinwerke GmbH Berlin“ existierte bis Ende der 1960er Jahre.

## Film
- Blutiger Boden, reiche Gewinne. Die Wirtschaftsmacht der SS, Dokumentarfilm, 52 min, ORF/3sat/Hengster Filmproduktion 2023, Buch und Regie: Andreas Kurz.